# Collinwood
Collinwood is een plaats (city) in de Amerikaanse staat Tennessee, en valt bestuurlijk gezien onder Wayne County.

## Demografie
Bij de volkstelling in 2000 werd het aantal inwoners vastgesteld op 1024.
In 2006 is het aantal inwoners door het United States Census Bureau geschat op 1036, een stijging van 12 (1,2%).

## Geografie
Volgens het United States Census Bureau beslaat de plaats een oppervlakte van
7,2 km², geheel bestaande uit land. Collinwood ligt op ongeveer 300 m boven zeeniveau.

## Plaatsen in de nabije omgeving
De onderstaande figuur toont nabijgelegen plaatsen in een straal van 36 km rond Collinwood.